# Viscum obscurum
Viscum obscurum är en sandelträdsväxtart som beskrevs av Carl Peter Thunberg. Viscum obscurum ingår i släktet mistlar, och familjen sandelträdsväxter. Inga underarter finns listade i Catalogue of Life.